# Stutensee
Stutensee ist eine Große Kreisstadt im Verband Region Karlsruhe in Baden-Württemberg. Sie ist nach Bruchsal, Ettlingen und Bretten die viertgrößte Stadt des Landkreises Karlsruhe und ist als Unterzentrum im Mittelbereich bzw. Oberzentrum Karlsruhe ausgewiesen. Sitz der Verwaltung ist in Blankenloch.
Die erst 1975 im Rahmen der Gebietsreform aus den ehemals selbstständigen Orten Blankenloch, Friedrichstal, Spöck und Staffort entstandene Gemeinde hatte 1990 mehr als 20.000 Einwohner und ist seit dem 1. Januar 1998 eine Große Kreisstadt. Die Einwohnerzahl von 25.000 wurde erstmals am 11. Mai 2020 erreicht.

## Geografie

### Lage
Stutensee liegt in der Oberrheinischen Tiefebene unmittelbar nördlich der Stadt Karlsruhe. Namensgeber der Stadt ist das Schloss Stutensee, das im Zentrum der vier Stadtteile liegt. Teile der Gemeinde werden vom Hardtwald bedeckt und von der Pfinz durchflossen.

### Nachbargemeinden
Folgende Städte und Gemeinden grenzen an die Stadt Stutensee. Sie werden im Uhrzeigersinn beginnend im Westen genannt und gehören – die Stadt Karlsruhe ausgenommen – zum Landkreis Karlsruhe:
Eggenstein-Leopoldshafen, Linkenheim-Hochstetten, Graben-Neudorf, Karlsdorf-Neuthard, Bruchsal, Weingarten (Baden) und Karlsruhe.

### Stadtgliederung
Die Stadt Stutensee besteht aus den Stadtteilen Blankenloch (einschließlich Büchig) (12.256 Einwohner am 1. Juni 2016), Friedrichstal (5.586 Einwohner), Spöck (4.476 Einwohner) und Staffort (1.982 Einwohner). Die Stadtteile sind identisch mit den bis Ende 1974 selbstständigen Gemeinden gleichen Namens, ihre offizielle Benennung erfolgt in der Form „Stutensee-…“. Die Stadtteile bilden zugleich Wohnbezirke im Sinne der baden-württembergischen Gemeindeordnung. In den Stadtteilen Blankenloch, Friedrichstal, Spöck und Staffort sind Ortschaften im Sinne der baden-württembergischen Gemeindeordnung mit jeweils eigenem Ortschaftsrat und Ortsvorsteher als dessen Vorsitzendem eingerichtet.
Zum Stadtteil Blankenloch (einschließlich Büchig) gehören die Dörfer Blankenloch und Büchig und Schloss und Häuser Stutensee. Zu den Stadtteilen Friedrichstal und Staffort gehören jeweils nur die gleichnamigen Dörfer. Zum Stadtteil Spöck gehört das Dorf Spöck und das Haus Försterhaus im Hardtwald.
Im Stadtteil Blankenloch (einschließlich Büchig) liegen die Wüstungen Hithelinhowa und Krettenloch, im Stadtteil Spöck liegt die Wüstung Hainhof und im Stadtteil Staffort die Wüstung Bruch.

## Geschichte

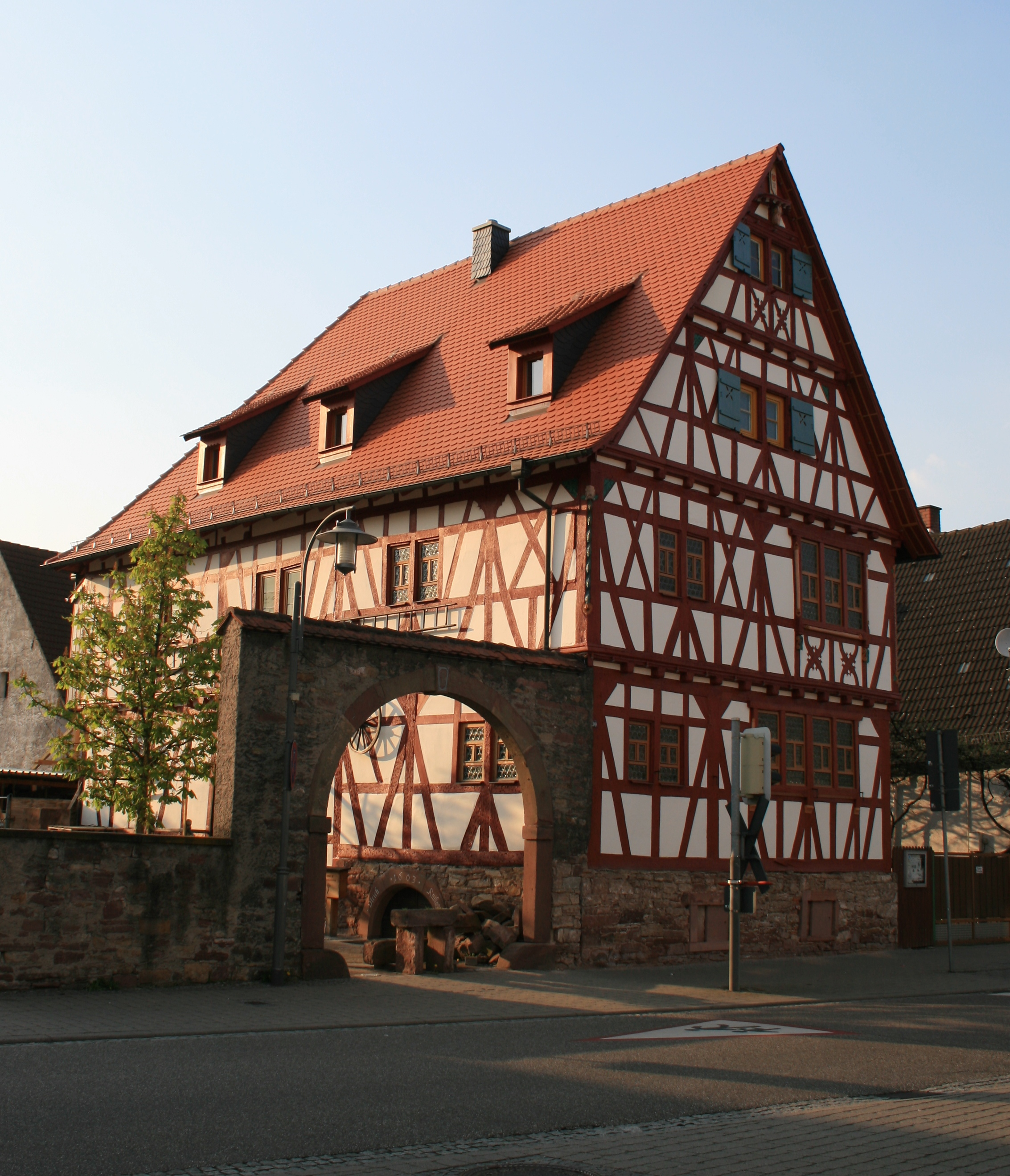
Das Kerns-Max-Haus, „Wahrzeichen“ von Stutensee-Blankenloch

### Gemeindefusion
Stutensee entstand durch die Gebietsreform der 1970er Jahre, als die vier Gemeinden Blankenloch (mit dem 1935 eingegliederten Ortsteil Büchig und dem zugehörigen Wohnplatz Stutensee), Friedrichstal, Spöck und Staffort am 1. Januar 1975 zur Gemeinde Stutensee vereinigt wurden. Zuvor hatten die Bürgermeister der vier Gemeinden am 20. Mai 1974 im Schloss Stutensee, das 1749 im Auftrag von Markgraf Karl Friedrich von Baden erbaut wurde, den sogenannten „Stutensee-Vertrag“ über die Bildung der neuen Gemeinde Stutensee geschlossen.

### Geschichte der Vorläufergemeinden
Die meisten Stadtteile sind jedoch schon alte Siedlungen. So wurden Spöck im Jahr 865 als Specchaa, Staffort 1110 als Stafphort, Blankenloch 1337 als Blankelach und Büchig 1373 als Buchech erstmals erwähnt. Friedrichstal ist hingegen eine Gründung von Religionsflüchtlingen (Hugenotten) aus Nordfrankreich, Belgien und der Schweiz und entstand ab 1699 auf dem gerodeten Hardtwald unter Hinzuziehung von Teilen der Gemeinde Spöck.
Alle fünf Dörfer gehörten zur Markgrafschaft Baden-Durlach. Staffort war bis ins 18. Jahrhundert Sitz eines Amtes, doch kamen die Orte dann zum Oberamt Karlsruhe. Von 1803 bis 1809 gehörten die Gemeinden vorübergehend zum Amt Durlach und ab 1809 dann zum Landamt Karlsruhe, das 1864 mit dem Stadtamt Karlsruhe zum Bezirksamt Karlsruhe vereinigt wurde. 1930 wurden die Gemarkungen der Gemeinden Blankenloch, Friedrichstal und Spöck durch Aufteilung des Hardtwalds erheblich vergrößert. 1935 wurde die Gemeinde Büchig nach Blankenloch eingegliedert, und die noch verbliebenen vier Gemeinden kamen bei der Kreisreform 1938 zum Landkreis Karlsruhe.
Im Jahre 1919 gründeten der Mannheimer Landgerichtspräsident Heinrich Wetzlar und seine Frau Therese ein staatliches Erziehungsheim, in dem ein Reformprogramm zur Resozialisierung straffällig gewordener Jugendlicher erprobt wurde. Die jüdischen Eheleute erhielten 1933 Berufsverbot, und 1943 wurden sie im KZ Theresienstadt ermordet. Das heutige Landesjugendheim ehrte die Verfolgten mit der Namensgebung „Heinrich-Wetzlar-Haus“.

### Nach der Fusion
Im Jahr 1990 überschritt die Einwohnerzahl der Gemeinde Stutensee die 20.000-Grenze. Die Gemeindeverwaltung stellte aber erst 1997 den Antrag auf Erhebung zur Großen Kreisstadt, was die Landesregierung von Baden-Württemberg dann mit Wirkung vom 1. Januar 1998 beschloss.

### Religionen
Das Gebiet der Stadt Stutensee gehörte ursprünglich zum Bistum Speyer. Politisch waren die Orte Blankenloch, Büchig, Spöck und Staffort Teil der Markgrafschaft Baden-Durlach, die in allen Orten die Reformation einführte. Daher waren diese Orte über Jahrhunderte überwiegend protestantisch. Auch das 1699 durch Hugenotten neu angelegte Friedrichstal war eine protestantisch-calvinistische Gründung. Zunächst gab es nur drei Kirchengemeinden: Blankenloch (die heutige Michaelisgemeinde), Spöck (mit Filialgemeinde Staffort) und Friedrichstal. Erst im 20. Jahrhundert wurde die Heilig-Geist-Gemeinde Büchig eine selbständige Kirchengemeinde. Ebenso entstand am 1. Januar 1986 die Kirchengemeinde Staffort-Büchenau aus der früheren zu Spöck gehörigen Filialgemeinde Staffort und dem zur Stadt Bruchsal gehörigen Stadtteil Büchenau, welcher als überwiegend katholischer Ort vorher keine eigene Kirchengemeinde hatte. Alle Gemeinden gehören heute zum Kirchenbezirk Karlsruhe-Land (Sitz in Bruchsal) innerhalb der Evangelischen Landeskirche in Baden.
Daneben bestehen in Stutensee auch noch Gemeinden verschiedener Freikirchen, darunter die Evangelisch-Freikirchliche Gemeinde Blankenloch (Baptisten), die Evangelisch-methodistische Kirchengemeinde Blankenloch sowie zwei Liebenzeller Gemeinschaften (Blankenloch und Staffort) und die Christliche Gemeinschaft Blankenloch.
Nach dem Zweiten Weltkrieg zogen auch Katholiken, meist Flüchtlinge aus den Ostgebieten, in die heutigen Stadtteile von Stutensee, und so konnten ab 1954 bis heute in allen Stadtteilen katholische Kirchen errichtet werden, und zwar die Kirchen St. Josef Blankenloch, St. Elisabeth Friedrichstal, St. Georg Spöck, St. Wolfgang Staffort und Heilig Geist Büchig. Sie alle bilden heute die katholische Seelsorgeeinheit Stutensee innerhalb des Dekanats Bruchsal des Erzbistums Freiburg.
Auch die Neuapostolische Kirche ist in Friedrichstal vertreten.
2019 und 2020 gab es zirka 150 Kirchenaustritte (0,5 % der Gesamtbevölkerung), 2022 gab es 295 Kirchenaustritte (1 % der Gesamtbevölkerung).

### Bevölkerungsentwicklung

Einwohnerentwicklung von Stutensee von 1975 bis 2016

Einwohnerzahlen nach dem jeweiligen Gebietsstand. Die Zahlen sind Volkszählungsergebnisse (¹) oder amtliche Fortschreibungen des Statistischen Landesamts (nur Hauptwohnsitze).
| Jahr              | Einwohner |
| ----------------- | --------- |
| 31. Dezember 1975 | 16.748    |
| 31. Dezember 1980 | 18.404    |
| 31. Dezember 1985 | 19.060    |
| 25. Mai 1987 ¹    | 18.932    |
| 31. Dezember 1990 | 20.064    |
| 31. Dezember 1995 | 20.589    |

| Jahr              | Einwohner |
| ----------------- | --------- |
| 31. Dezember 2000 | 21.794    |
| 31. Dezember 2005 | 23.132    |
| 31. Dezember 2010 | 23.583    |
| 31. Dezember 2015 | 24.063    |
| 31. Dezember 2020 | 24.897    |

¹ Volkszählungsergebnis

## Politik

### Gemeinderat
Der Gemeinderat hat 26 ehrenamtliche Mitglieder, die für fünf Jahre gewählt werden. Die Gemeinderäte führen die Bezeichnung Stadtrat. Hinzu kommt die Oberbürgermeisterin als stimmberechtigte Gemeinderatsvorsitzende.
Die Kommunalwahl 2024 führte zu folgendem Ergebnis (in Klammern: Unterschied zu 2019):
| Gemeinderat 2024               | Gemeinderat 2024 | Gemeinderat 2024 | Gemeinderat 2024 | Gemeinderat 2024 |
| Partei / Liste                 | Stimmenanteil    | Sitze            |                  |                  |
| ------------------------------ | ---------------- | ---------------- | ---------------- | ---------------- |
| CDU                            | 32,3 % (+8,3)    | 8 (+2)           |                  |                  |
| Freie Wähler                   | 27,9 % (+0,3)    | 7 (±0)           |                  |                  |
| Grüne                          | 21,1 % (−2,1)    | 6 (±0)           |                  |                  |
| SPD                            | 14,8 % (+2,6)    | 4 (+1)           |                  |                  |
| FDP                            | 4,0 % (−1,7)     | 1 (−1)           |                  |                  |
| Junge Liste (JL)               | n. a. % (−7,3)   | 0 (−2)           |                  |                  |
| Wahlbeteiligung: 63,3 % (+3,9) |                  |                  |                  |                  |

In den Stadtteilen Friedrichstal, Spöck und Staffort gibt es jeweils einen aus 6 Mitgliedern bestehenden Ortschaftsrat mit einem Ortsvorsteher. Die Ortschaftsräte werden bei jeder Kommunalwahl von der Bevölkerung der Ortschaft gewählt. Sie sind zu wichtigen, die Ortschaft betreffenden Angelegenheiten zu hören. Der Blankenlocher Ortschaftsrat wurde 2004 aufgelöst. An seine Stelle ist der Stadtteilausschuss getreten. Es handelt sich hierbei um einen beratenden Ausschuss des Gemeinderates, dem alle Gemeinderäte aus Blankenloch und Büchig angehören.

### Oberbürgermeister
Stadtoberhaupt ist der Bürgermeister, seit 1. Januar 1998 Oberbürgermeister, der von der Bevölkerung auf acht Jahre direkt gewählt wird. Sein ständiger Vertreter ist der Erste Beigeordnete mit der Amtsbezeichnung Bürgermeister.
Die letzte Oberbürgermeisterwahl fand am 22. Juli 2018 statt, nachdem im ersten Wahlgang von keinem Bewerber bzw. keiner Bewerberin die absolute Mehrheit erreicht wurde. Beim ersten Wahlgang am 8. Juli 2018 hatte Bettina Meier-Augenstein die höchste Stimmenzahl mit 38,7 Prozent erzielt, gefolgt von Petra Becker mit 36,25 %, Sven Schiebel 13,30 %, Martin Pötzsche 8,19 % und Maria Schneller 3,42 %. Im zweiten Wahlgang siegte Petra Becker mit 57,3 %, Meier-Augenstein bekam nur 42,3 %. Becker trat das Amt am 1. Oktober 2018 an.
Bürgermeister bzw. Oberbürgermeister
- 1975: Hubert Hornung (CDU), Amtsverweser
- 1975–1991: Richard Hecht (Freie Wähler), Bürgermeister
- 1991–2018: Klaus Demal (Freie Wähler), Bürgermeister, ab 1. Januar 1998 Oberbürgermeister
- seit 1. Oktober 2018: Petra Becker (parteilos)

### Wappen
Das Wappen der Stadt zeigt in Gold über blauem Wellenschildfuß eine springende rote Stute. Die Stadtfarben sind rot-gelb. Das Wappen wurde der Gemeinde Stutensee am 29. April 1976 vom Landratsamt Karlsruhe verliehen. Es ging aus einem Wettbewerb hervor und ist ein so genanntes redendes Wappen, da es die beiden Symbole des Gemeindenamens (Stute und See) zum Ausdruck bringt. Es hat mit Ausnahme seiner Blasonierung keinen historischen Bezug. Die Blasonierung folgt den badischen Farben Rot-Gelb, nachdem alle vier Ortsteile seit dem Mittelalter zur Markgrafschaft Baden gehörten.

### Städtepartnerschaften
- Saint-Riquier (Frankreich), seit 1982
- Tolna (Ungarn), seit 1990

## Wirtschaft und Infrastruktur

### Verkehr
Stutensee ist über die Bundesautobahn 5 Karlsruhe-Frankfurt (Anschlussstellen Karlsruhe-Durlach, Karlsruhe-Nord und Bruchsal) zu erreichen. Die Bundesstraßen 3 (Buxtehude–Weil am Rhein) und 36 (Mannheim–Lahr/Schwarzwald) führen im Osten bzw. Westen der Stadt Stutensee vorbei.
In den Stadtteilen Blankenloch und Friedrichstal existiert ein Bahnhof bzw. ein Haltepunkt der Bahnstrecke Mannheim–Rastatt. Den öffentlichen Personennahverkehr (ÖPNV) bedient primär die Stadtbahnlinie S2 des Karlsruher Verkehrsverbunds (KVV). Die Haltestellen in Stutensee sind Büchig (Büchig), Süd, Tolna-Platz, Kirche, Mühlenweg, Nord (Blankenloch), Saint-Riquier-Platz, Mitte, Nord (Friedrichstal), Hochhaus und Richard-Hecht-Schule (Spöck). Die Verlängerung der S2 von Blankenloch nach Friedrichstal und Spöck wurde am 24./25. Juni 2006 eröffnet. Damit ist nur der Stadtteil Staffort nicht an die Stadtbahn angeschlossen. Mehrere Buslinien ergänzen das ÖPNV-Netz im Stadtgebiet.
Durch eine Alltagsroute aus dem Radnetz Baden-Württemberg sind Blankenloch und Staffort mit Karlsruhe (über dessen Stadtteile Hagsfeld und Rintheim) verbunden und in der anderen Richtung mit Bruchsal (über dessen Stadtteil Büchenau).

### Medien
In Stutensee erscheint keine eigene Tageszeitung. Über das lokale Geschehen berichtet die Karlsruher Landausgabe der Badischen Neuesten Nachrichten (BNN). Darüber hinaus gibt die Stadt die wöchentlich erscheinende Stutensee Woche heraus, die amtliche Mitteilungen enthält, sowie über das Geschehen in den Parteien, Vereinen, Schulen, Kirchen und/oder Veranstaltungstermine informiert. Eine ständige Informationsquelle bietet die Onlineplattform Mein Stutensee

### Bildung
In Stutensee gibt es folgende Schulen: Erich-Kästner-Realschule, Thomas-Mann-Gymnasium, Pestalozzi-Grund- und Hauptschule Blankenloch, Theodor-Heuss-Grundschule Büchig, Friedrich-Magnus-Schule Friedrichstal (Grund- und Hauptschule mit Werkrealschule), Richard-Hecht-Schule Spöck (Grund mit Werkrealschule) und Drais-Grundschule Staffort.
Außerdem gibt es noch sechs evangelische und je drei städtische und römisch-katholische Kindergärten.
Die Volkshochschule in Stutensee ist eine öffentliche Einrichtung der Weiterbildung. Sie steht als Außenstelle unter der Rechtsträgerschaft des gemeinnützigen Vereins Volkshochschule im Landkreis Karlsruhe. Nach ihrem satzungsgemäßen Auftrag widmet sie sich neben der Erwachsenenbildung auch den Aufgaben der Jugendbildung.

### Freiwillige Feuerwehr
Die Freiwillige Feuerwehr Stutensee geht aus dem Zusammenschluss der vier Gemeinden Blankenloch mit Büchig, Friedrichstal, Spöck und Staffort im Jahr 1975 hervor. Derzeit besteht sie aus den Abteilungsfeuerwehren: Blankenloch, Friedrichstal, Spöck und Staffort. Pro Jahr rücken die Einsatzkräfte mit 16 Fahrzeugen zu etwa 160–170 Einsätzen aus. Der Löschzug Büchig löste sich 2005 auf, das Fahrzeug wurde an die Abteilungsfeuerwehr Blankenloch übergeben.

## Kultur und Sehenswürdigkeiten

### Theater
In der Festhalle Stutensee im Stadtteil Blankenloch werden gelegentlich Theatervorführungen dargeboten. Weitere Veranstaltungsorte sind das Foyer des Rathauses Blankenloch, das Jugendzentrum Blankenloch, die Veranstaltungshalle Spöck, die Sängerhalle Friedrichstal und die Dreschhalle Staffort.

### Museen
- Hugenotten- und Heimatmuseum Friedrichstal
- Heimatmuseum Blankenloch/Büchig (im Kerns-Max-Haus Blankenloch)

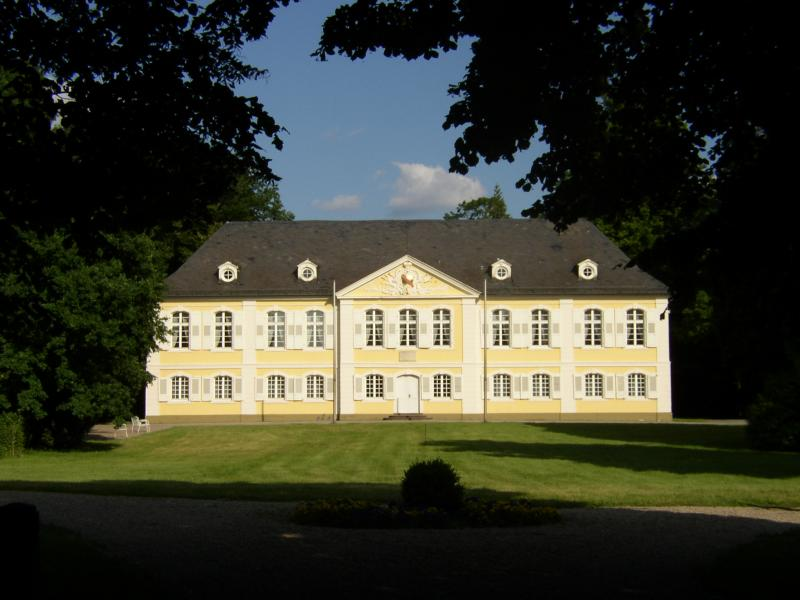
Schloss Stutensee

### Bauwerke
- Schloss Stutensee, Namensgeber und somit eines der Wahrzeichen der Stadt
- Evangelische Kirchen
  - Michaeliskirche Blankenloch, erbaut 1857–1860 mit altem Turm aus dem 15. Jahrhundert
  - Heilig-Geist Büchig, erbaut 1994/96 als ökumenisches Gemeindezentrum
  - Evangelische Kirche Friedrichstal, erbaut 1830 anstelle einer Kapelle von 1725
  - Evangelische Pfarrkirche Spöck, im Kern eine gotische Kirche, der Westturm wurde um 1671 verbreitert und das Langhaus wurde 1865/66 vergrößert
  - Evangelische Kirche Staffort, erbaut 1899–1901 anstelle einer mittelalterlichen Kirche
- Katholische Kirchen
  - St. Josef Blankenloch, erbaut 1953/1954
  - St. Elisabeth Friedrichstal, erbaut 1958, Einweihung am 5. August 1962
  - St. Georg Spöck, erbaut 1972/75, Einweihung am Pfingstmontag, den 3. Juni 1974
  - St. Wolfgang Staffort; in einem ehemaligen Tabaklager wurde in den 1980er Jahren eine Kirche eingebaut (Einweihung am 22. November 1989)
  - Heilig Geist Büchig, erbaut 1994/96 als ökumenisches Gemeindezentrum
- Sternwarte, erbaut 2014/15 auf dem Dach des Thomas-Mann-Gymnasiums.

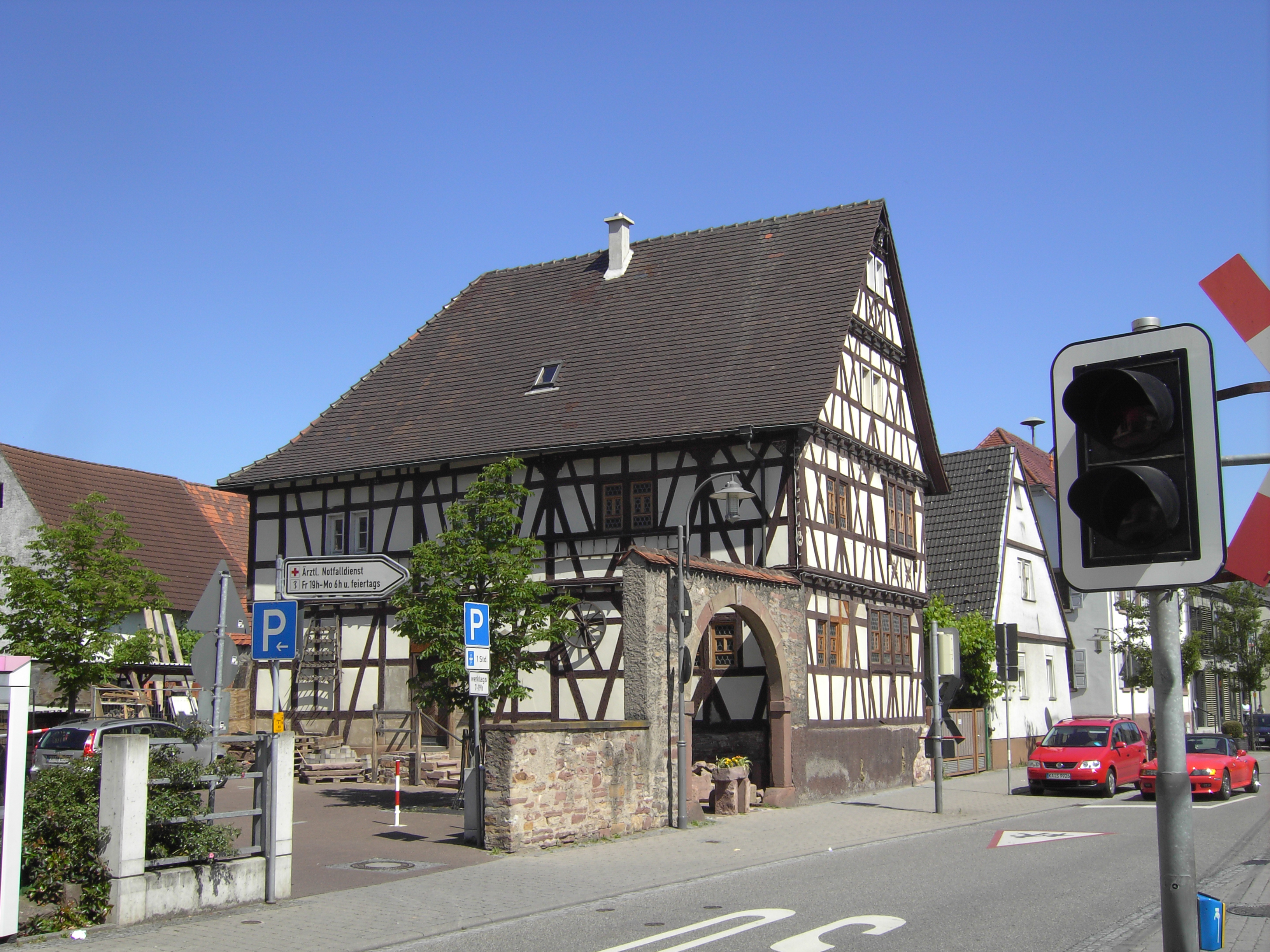
Kerns-Max-Haus in Blankenloch
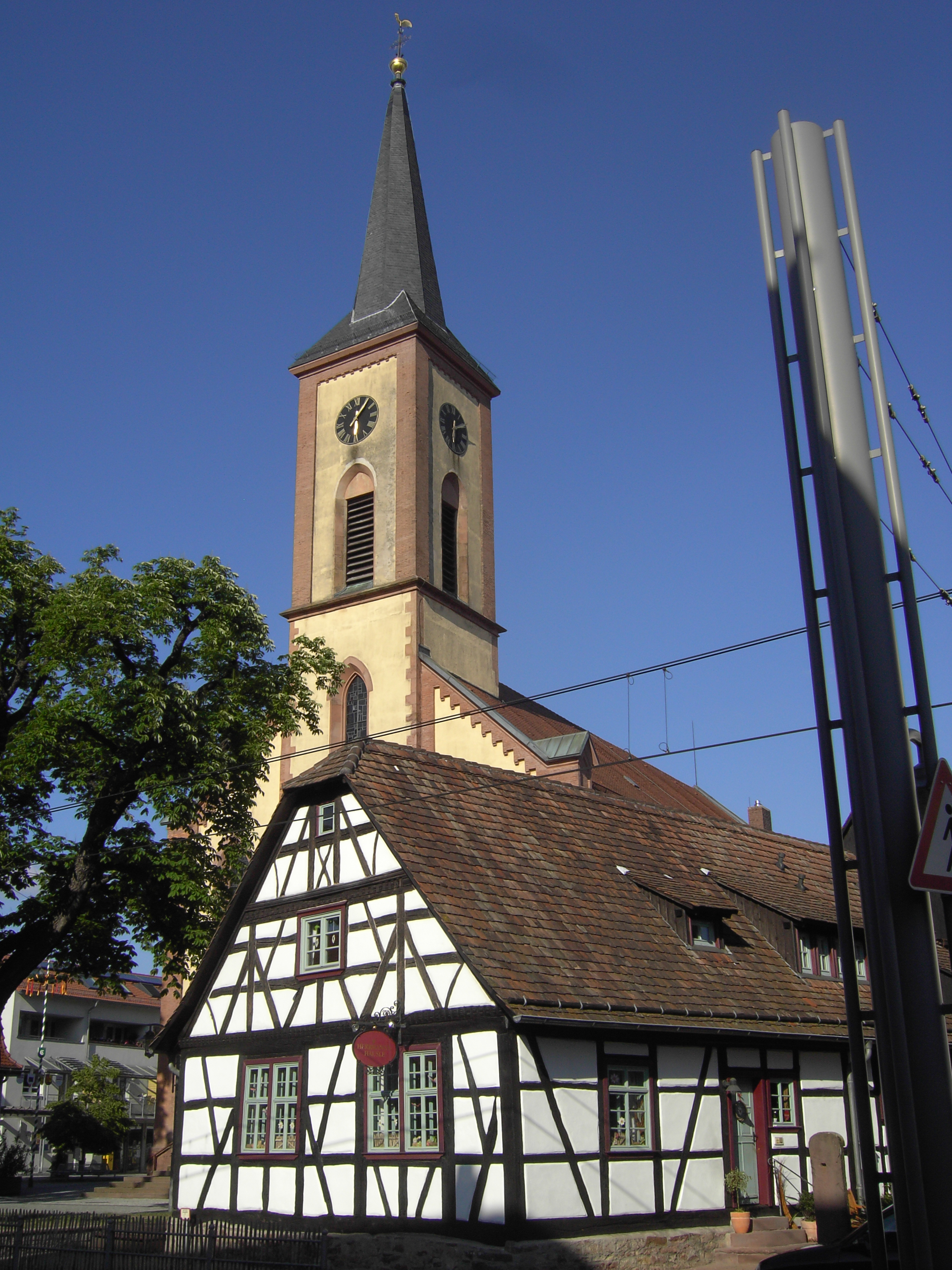
Hermannshäusle in Blankenloch, dahinter die Michaeliskirche
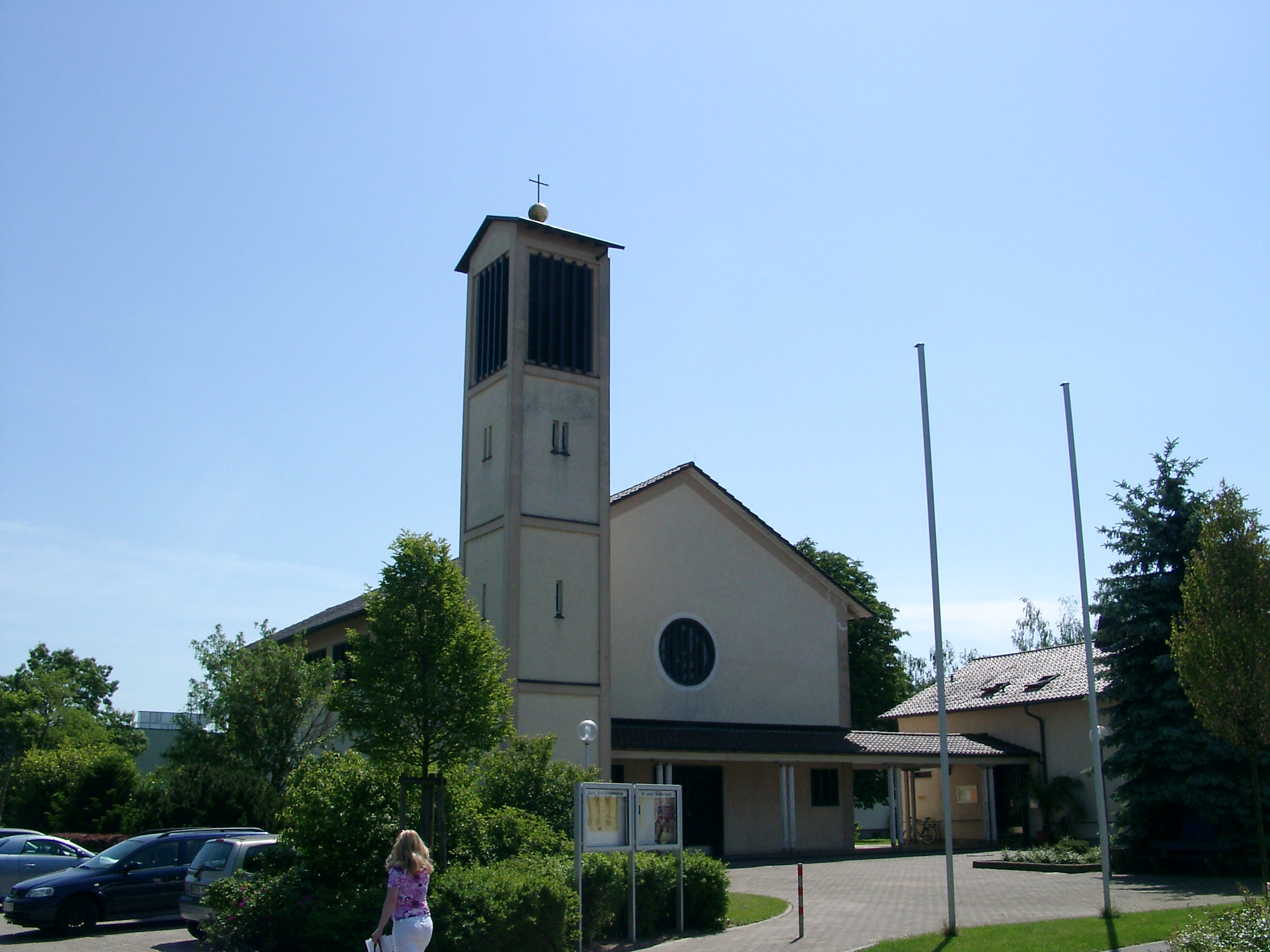
Katholische Kirche in Blankenloch
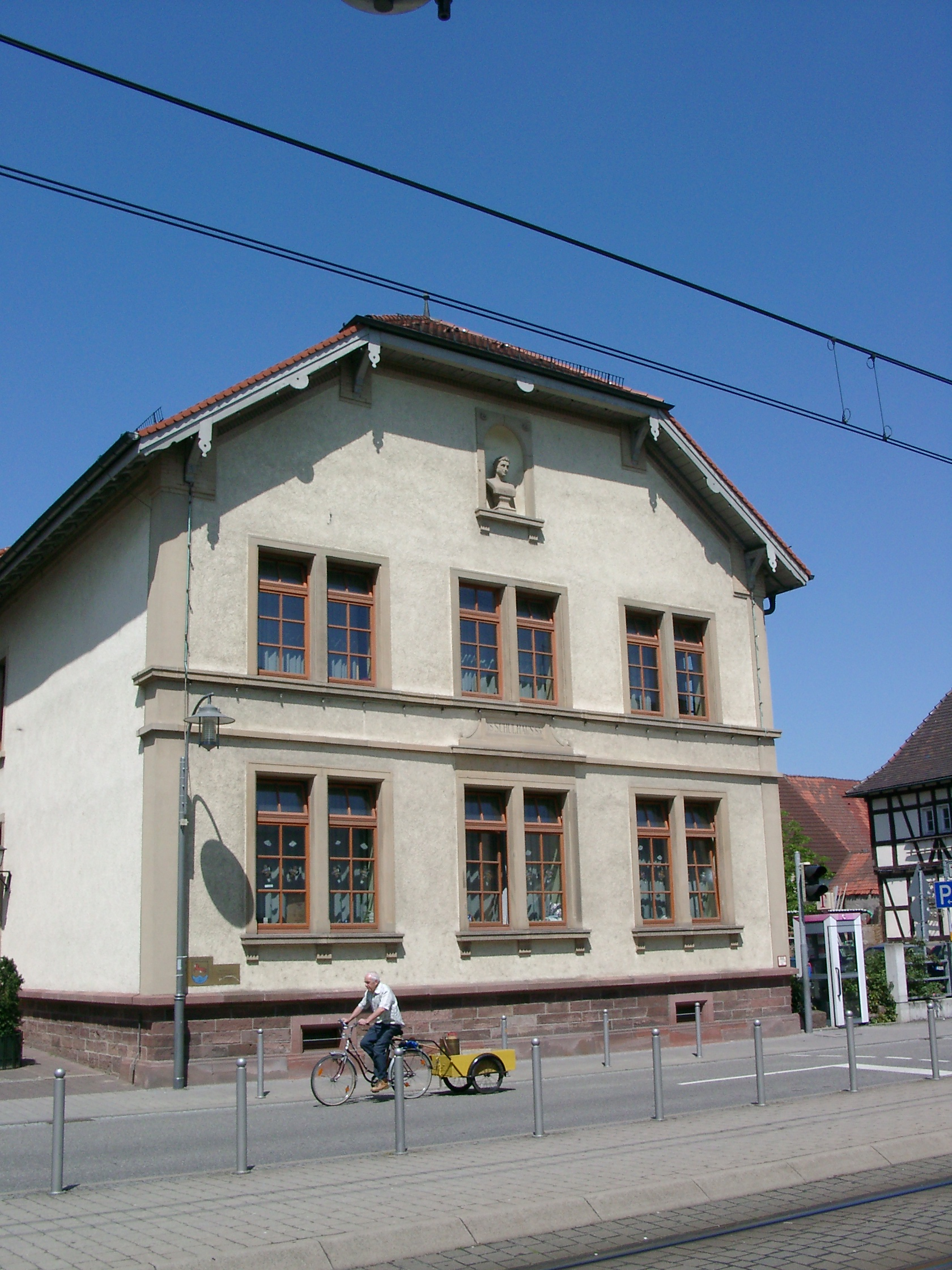
Altes Schulhaus in Blankenloch
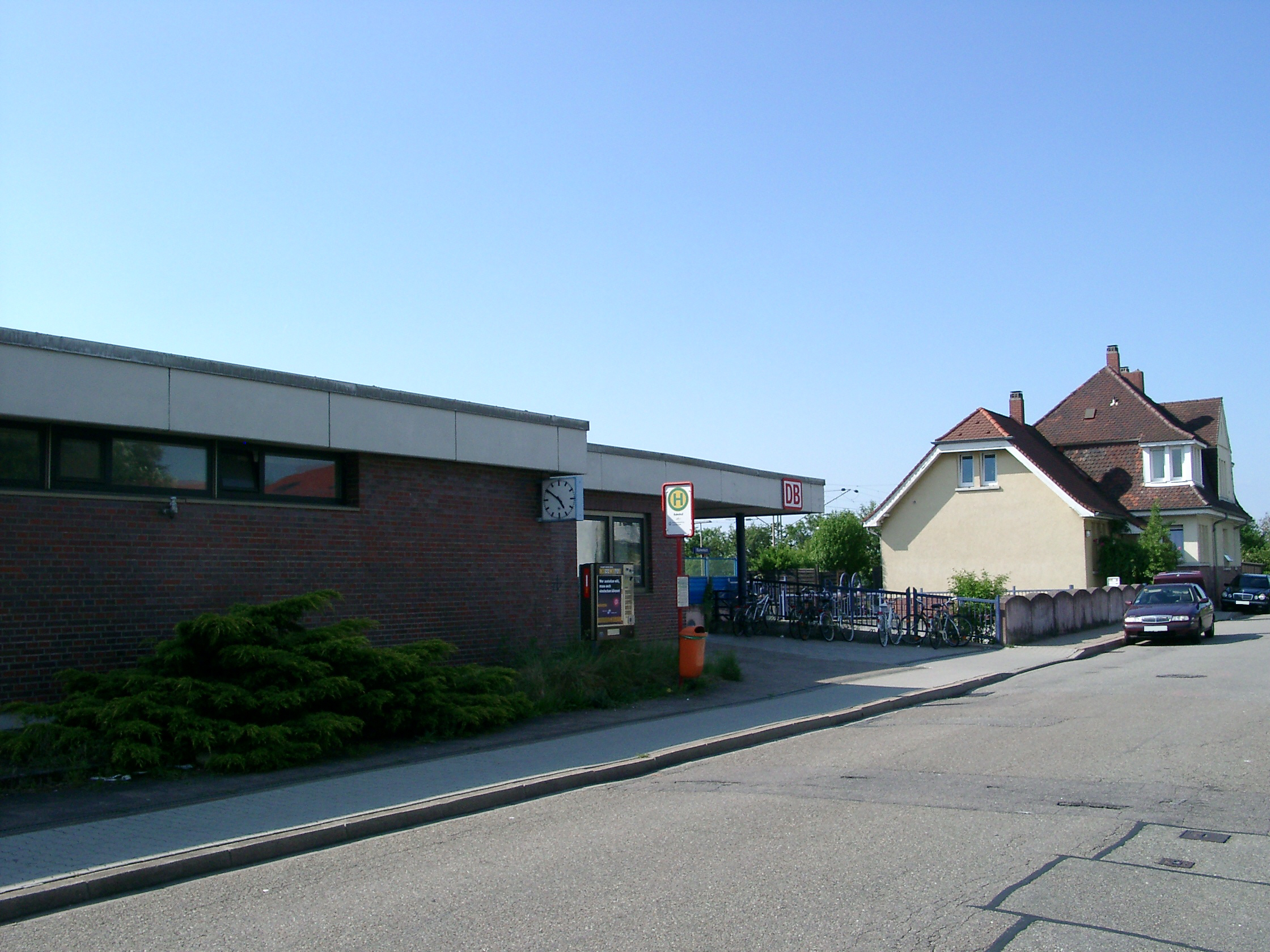
Bahnhof Blankenloch
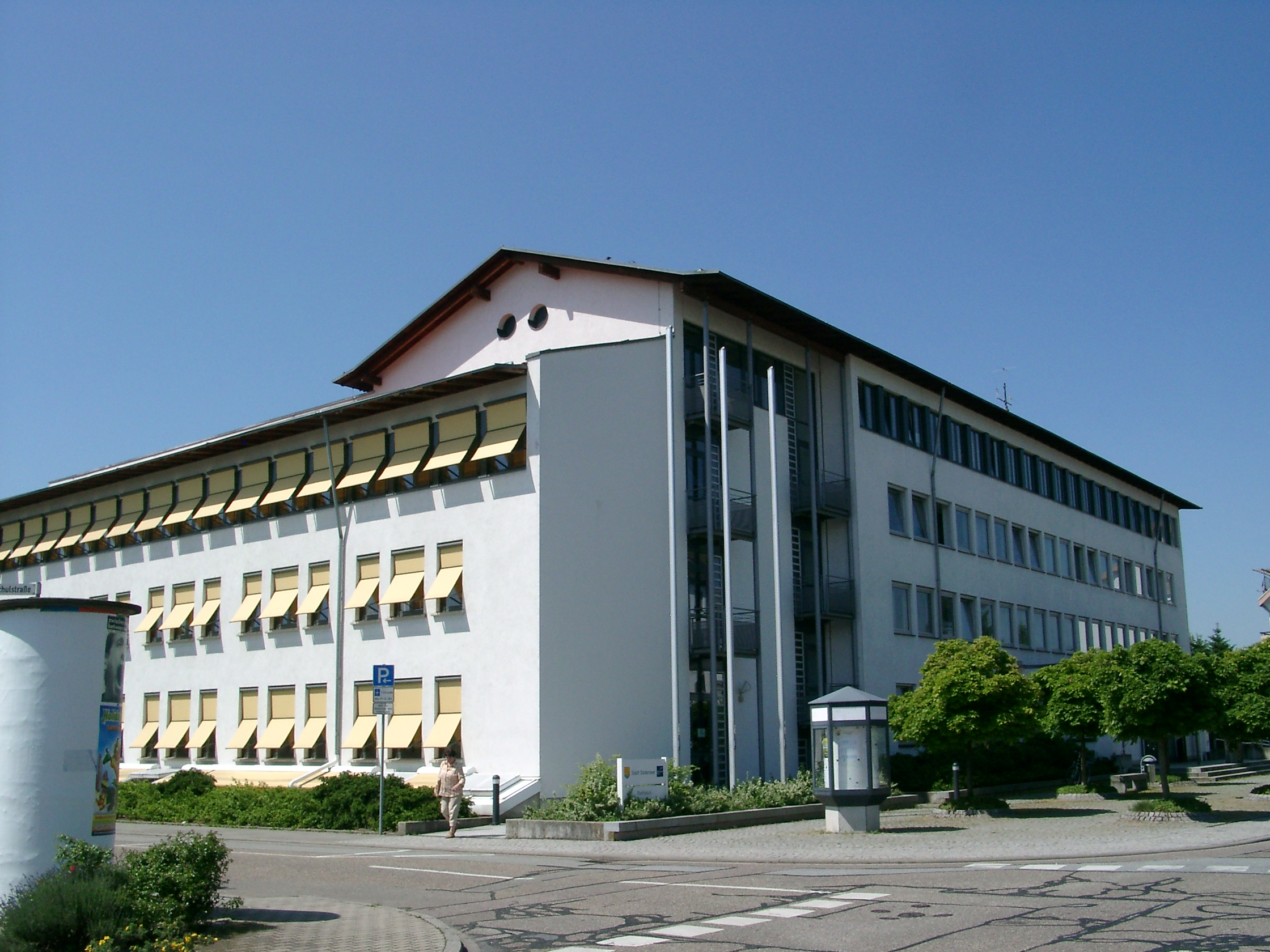
Stutenseer Rathaus
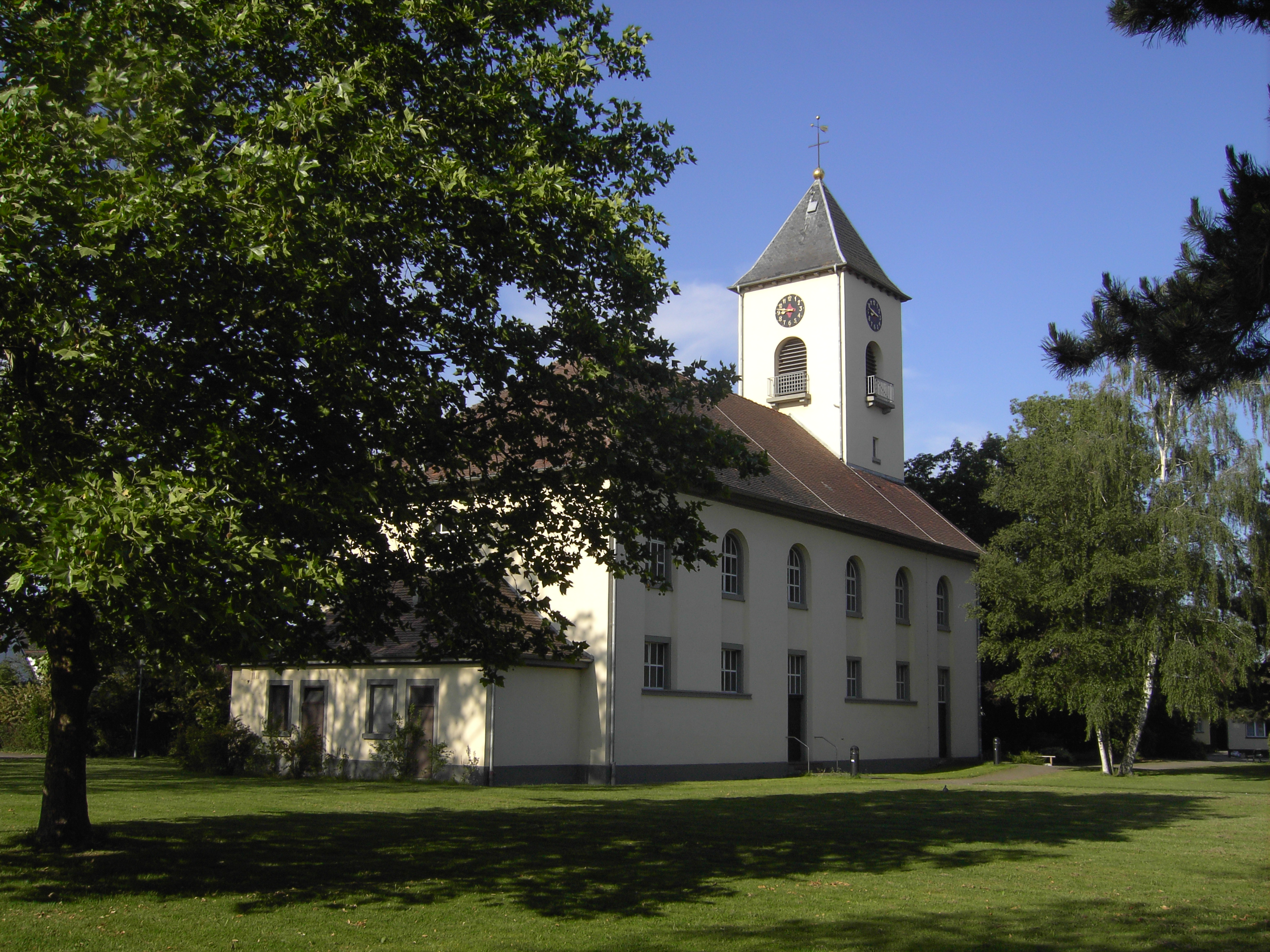
Evangelische Kirche in Friedrichstal
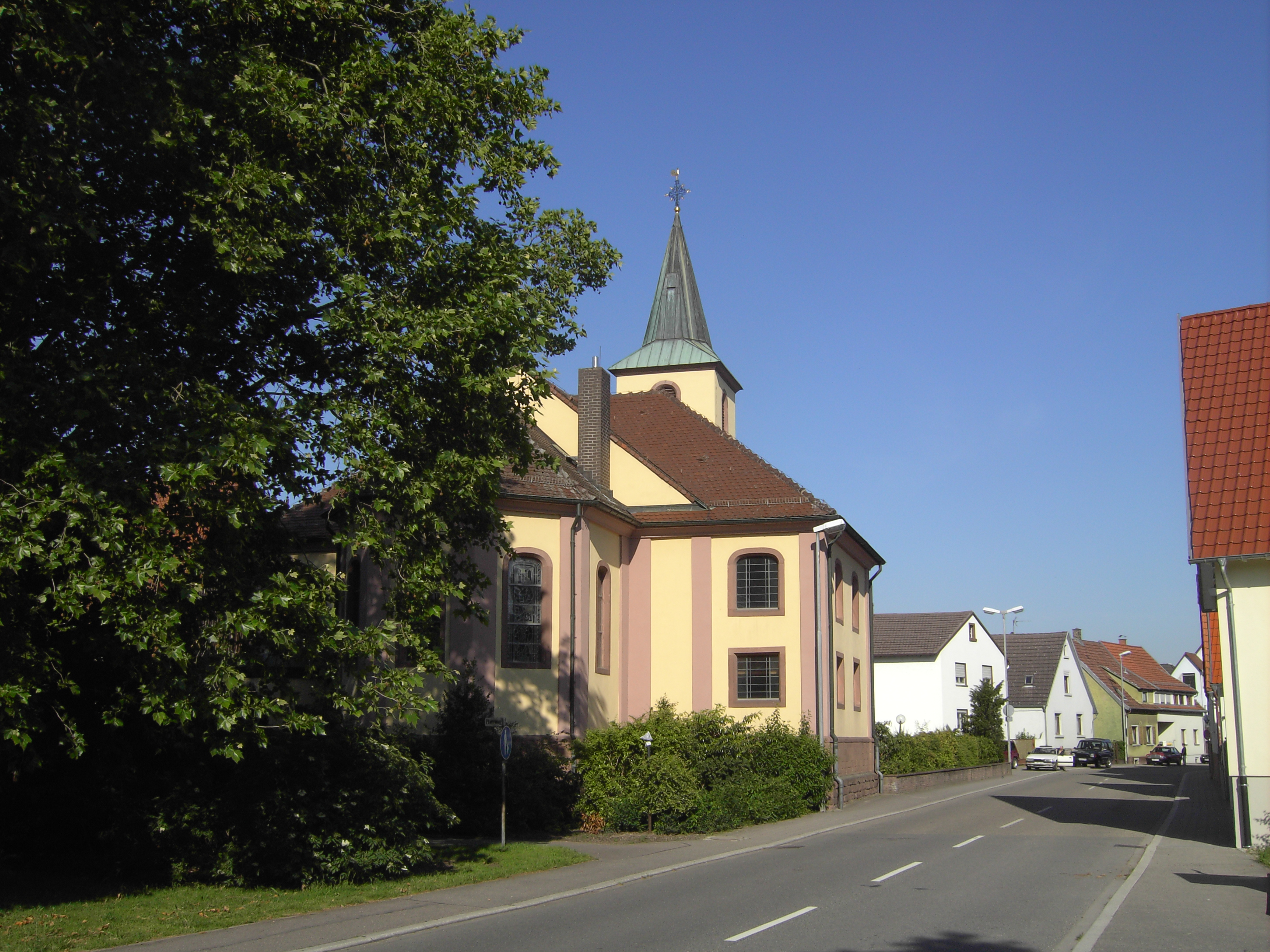
Evangelische Kirche in Spöck
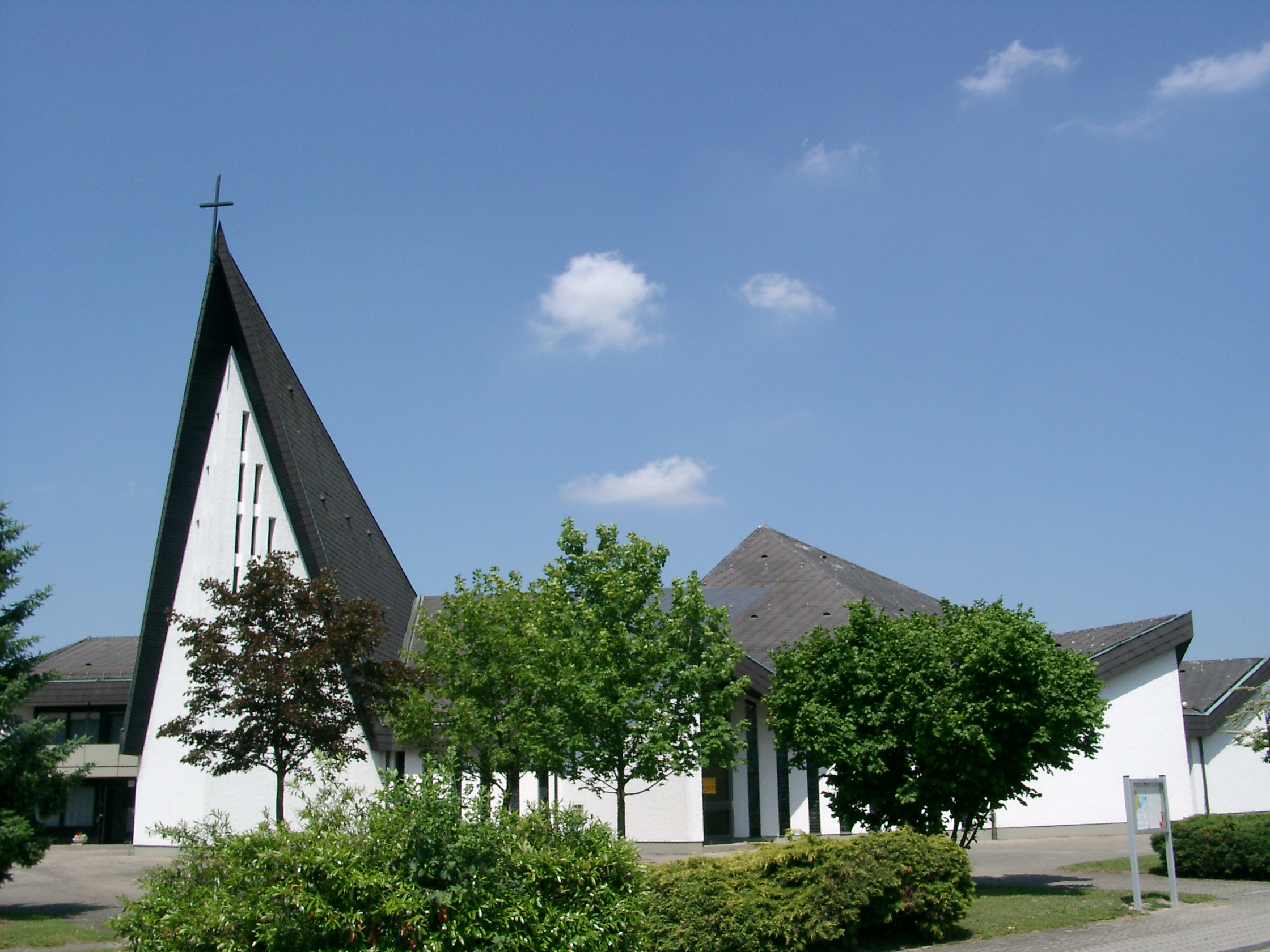
Katholische Kirche in Spöck
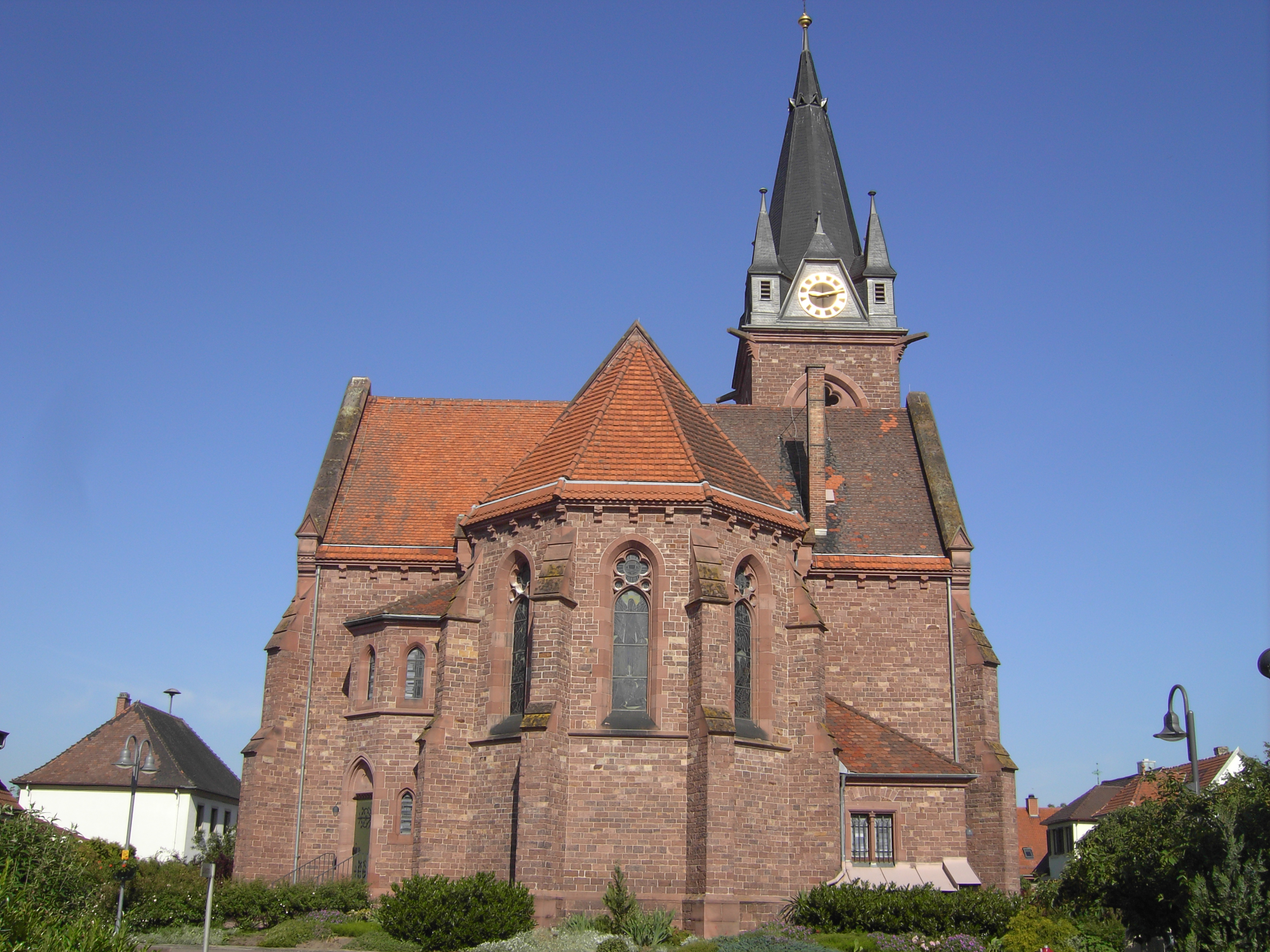
Evangelische Kirche in Staffort
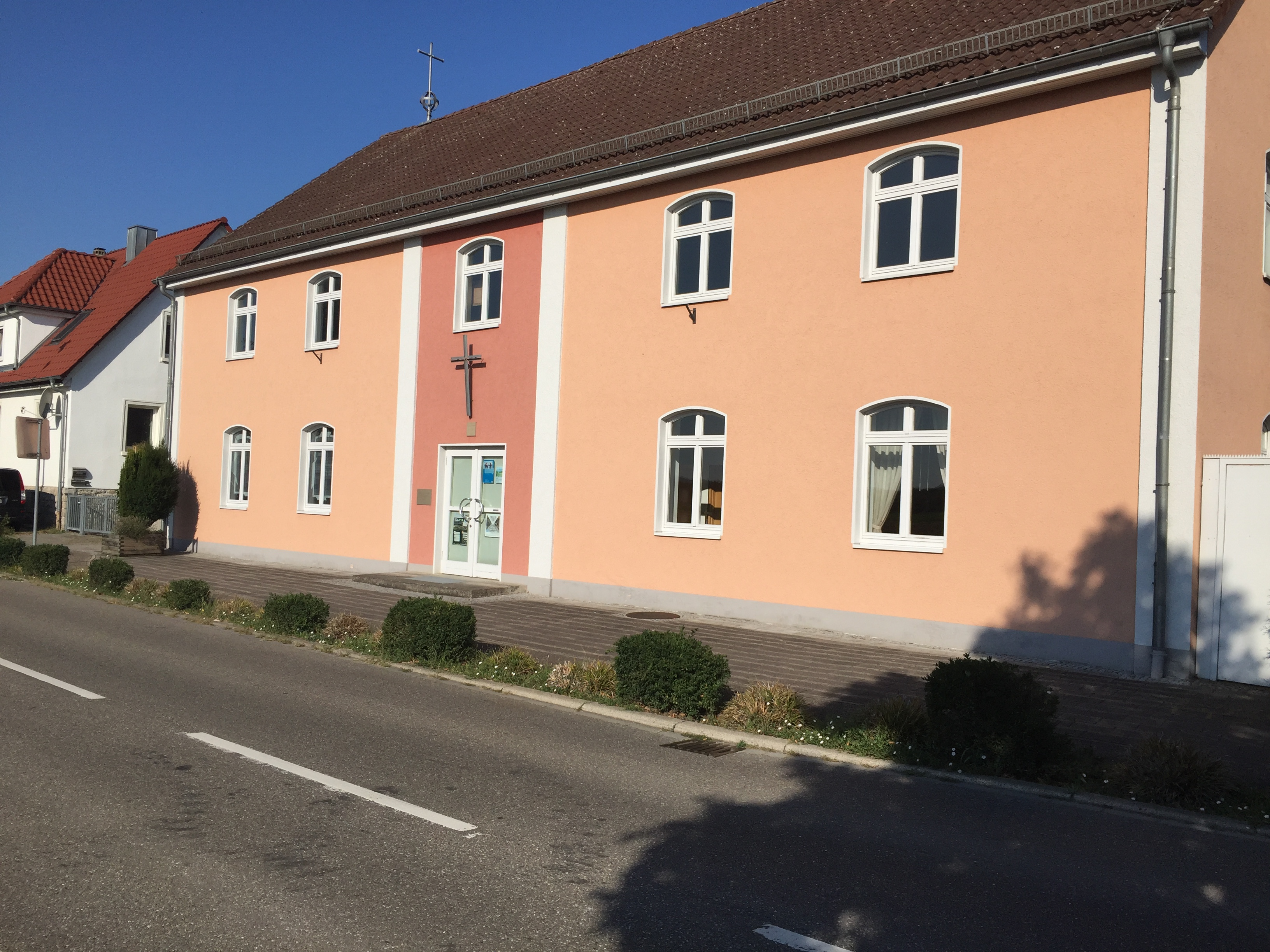
Katholische Kirche in Staffort
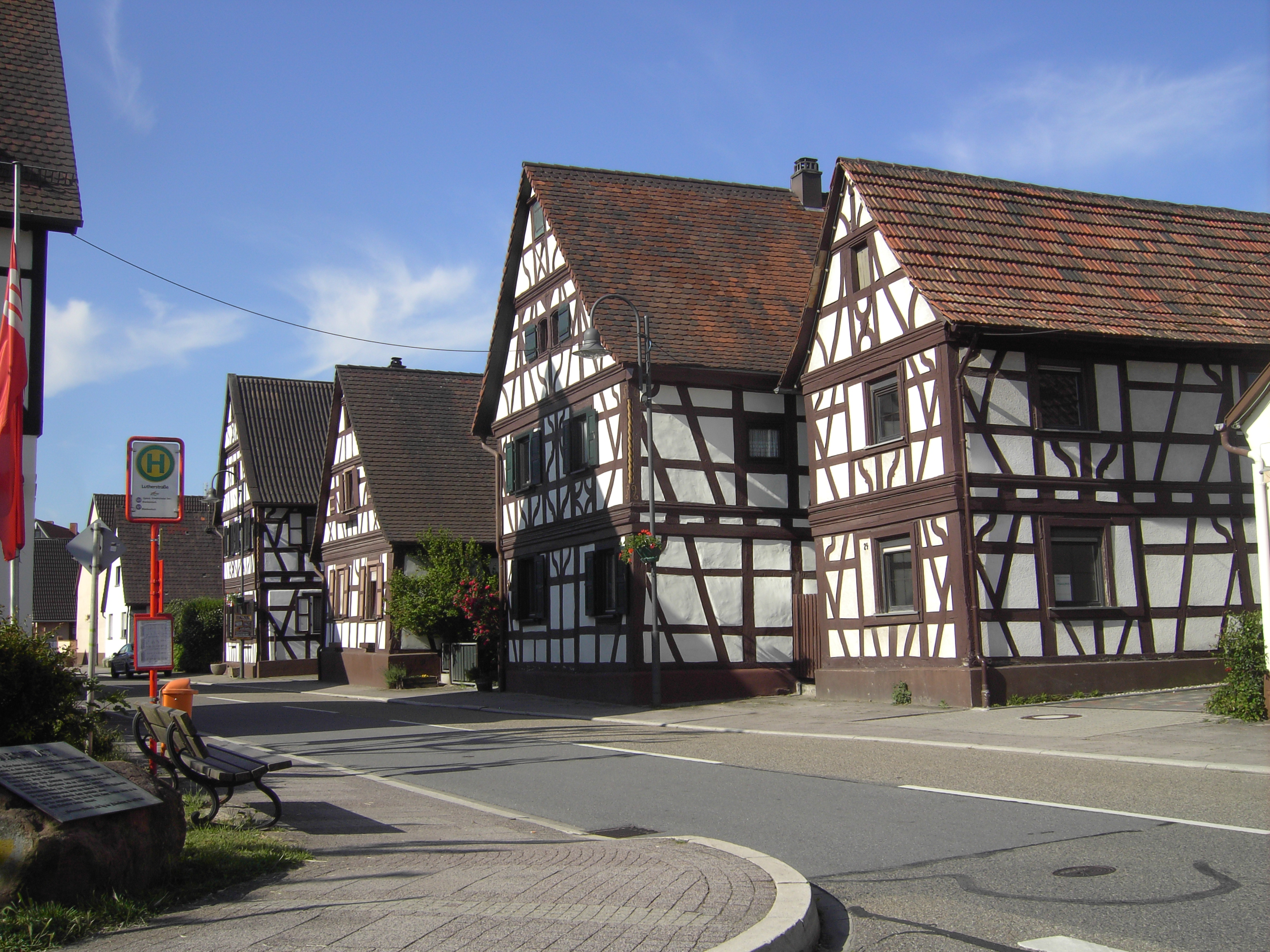
Fachwerkhäuser in Staffort

## Persönlichkeiten

### Ehrenbürger
Die Stadt Stutensee bzw. die früheren Gemeinden haben folgenden Personen das Ehrenbürgerrecht verliehen:
Ehrenbürger der früheren Gemeinden
- ?: Robert Wagner (1895–1946), am 17. Dezember 2018 aberkannt
- ?: Walter Köhler (1897–1989), am 17. Dezember 2018 aberkannt
- 1933: Adolf Hitler (1889–1945), am 17. Dezember 2018 aberkannt
- 1951: Karl Wilhelm Heidt (1871–1959), Altbürgermeister (Gemeinde Staffort)
- 1974: Friedrich Haisch (1915–2004), Altbürgermeister (Gemeinde Blankenloch)
- 1974: Oskar Hornung (1902–1985), Rektor a. D. (Gemeinde Friedrichstal)

Ehrenbürger der Gemeinde bzw. Stadt Stutensee
- 1991: Richard Hecht (1925–1999), Bürgermeister a. D.
- 1992: Waldemar Nagel, Ortsvorsteher a. D.
- 1994: Hubert Hornung, Bürgermeister a. D.
- 1995: Arnold Hauck (1928–2020), Bürgermeister a. D.
- 2000: Emil Füssler (1933–2023), Bürgermeister a. D.
- 2018: Klaus Demal, Oberbürgermeister a. D.

### Söhne und Töchter der Stadt
- Johann Caspar Malsch (1673–1742), Karlsruher Geschichtsschreiber, Badischer Kirchenrat und Schulrektor
- Karl Geppert (1884–1966), Politiker
- Ludwig Friedrich Mayer (1905–1950), Diplomkaufmann und Wirtschaftsprüfer
- Hanna Heidt (1920–2020), Stafforter Schwanenwirtin
- Carmen Hock-Heyl (* 1955), Unternehmerin
- Robert Roth (* 1963), römisch-katholischer Diplomtheologe und Diakon

### Bekannte und ehemalige Einwohner
- Kurt Sommerlatt (1928–2019), Fußballspieler und -trainer
- Werner Fischer (* 1939), ehemaliger Rektor der Hochschule Karlsruhe
- Hans Fux (* 1946), Fußballschiedsrichter (Bundesliga)
- Hans Pfisterer (1947–2021), evangelischer Theologe, früherer Pfarrer in Stutensee-Friedrichstal
- Werner Raupp (* 1955), Historiker und Philosoph, wohnt in Hohenstein (Württ.) auf der Schwäbischen Alb
- Roderich Kiesewetter (* 1963), Politiker (CDU), Oberst a. D. der Bundeswehr[17]
- Axel Fischer (* 1966), Politiker (CDU), wohnt in Eggenstein-Leopoldshafen und ist der Sohn von Werner Fischer.
- Lutz Fischer (* 1967), Schweizer Politiker (EVP), Mitglied des Grossen Rats des Kantons Aargau (Sohn von Werner Fischer)
- Michael Nees (* 1967), ehemaliger Trainer der ruandischen Fußballnationalmannschaft
- Steffen Fetzner (* 1968), Tischtennisspieler (olympische Silbermedaille im Doppel in Barcelona)
- Guido Streichsbier (* 1969), Fußballtrainer der Deutschen U-19 Nationalmannschaft
- Ansgar Mayr (* 1972), Politiker (CDU), seit 2021 Mitglied des Landtags von Baden-Württemberg
- Tim Walter (* 1975), Fußballtrainer
- Daniel Caspary (* 1976), Politiker (CDU), seit 2004 Mitglied des Europäischen Parlaments (wohnt in Weingarten (Baden))
- Pascal Borel (* 1978), Fußballspieler
- Marcel Mehlem (* 1995), Fußballspieler
- Marvin Mehlem (* 1997), Fußballspieler
- Carlo Sickinger (* 1997), Fußballspieler[18]